# Contras
Los Contras, acortamiento de contrarrevolucionarios, también autodenominados como la Resistencia nicaragüense, es el nombre dado a los grupos de insurgentes financiados por Estados Unidos que intentaron acabar con el gobierno (1979-1990) del Frente Sandinista de Liberación Nacional (FSLN), que gobernó Nicaragua tras el derrocamiento de la dictadura de Anastasio Somoza y su familia en julio de 1979.
En los ataques al gobierno sandinista, se les atribuye a los Contras, las acciones de un gran número de violaciones a los derechos humanos, entre las cuales, llevaron a cabo más de 1300 ataques terroristas. Estas acciones se llevaron a cabo sistemáticamente como parte de la estrategia de los Contras. Los partidarios de los Contras trataron de minimizar estas violaciones, particularmente ante la presidencia de Ronald Reagan en Estados Unidos, país que participó en una campaña de propaganda para alterar la opinión pública a favor de los Contras con fuerte financiamiento gubernamental.
El movimiento contrarrevolucionario agrupó a diferentes organizaciones con objetivos diversos, siendo la Fuerza Democrática de Nicaragua (FDN) su facción más importante. En 1987 prácticamente todas las ramas que formaban a los Contras, se unieron en la Resistencia nicaragüense. Su líder principal fue el coronel Enrique Bermúdez Varela y Adolfo Calero su fundador, y llegó a alcanzar la enorme cifra de cien mil combatientes.
La participación de Estados Unidos como impulsor del movimiento y su único contribuidor material y financiero a su formación quedó probada por la Corte Internacional de Justicia en el Caso Nicaragua contra Estados Unidos en 1984 revelando que el gobierno de Estados Unidos durante la presidencia de Ronald Reagan entrenaba, armaba, financiaba y abastecía a los miembros de los Contras, principalmente a través de la Agencia Central de Inteligencia (CIA). Precisamente, el escándalo Irán-Contra se desató debido a que Estados Unidos vendía armas de forma ilegal a Irán para financiar a los Contras.

## Nacimiento de los Contras

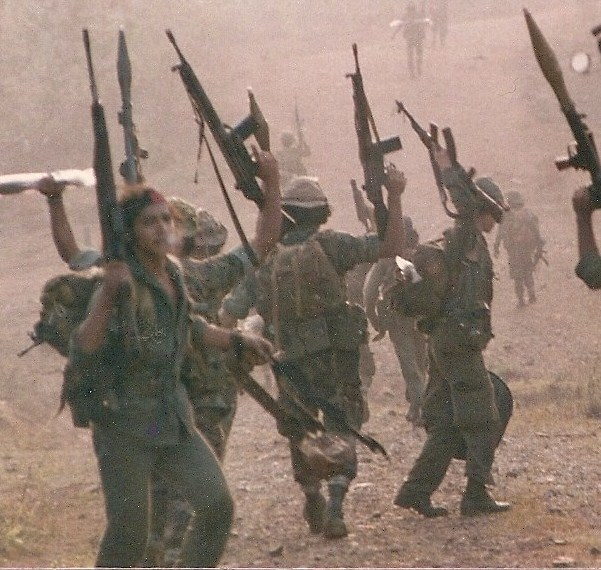
Comandos del Frente Sur de la Contra en 1987

Los Contras no era un grupo monolítico, sino una combinación de tres elementos distintos de la sociedad nicaragüense:
- Exmiembros de la Guardia Nacional de Nicaragua y otras figuras de derecha que habían luchado por el exdictador de Nicaragua Anastasio Somoza Debayle  —estos luego se encontraron especialmente en el brazo militar de la Fuerza Democrática Nicaragüense (FDN).[9] Remanentes de la Guardia formaron posteriormente grupos como la Legión Quince de Septiembre, las Fuerzas Especiales de la Guerrilla Antisandinista y el Ejército Nacional de Liberación. Inicialmente, sin embargo, estos grupos eran pequeños y realizaban pocas incursiones activas en Nicaragua.[10]
- Antisomozistas que habían apoyado la revolución pero se sintieron traicionados por el gobierno sandinista —por ejemplo, Edgar Chamorro, miembro destacado de la dirección política de la FDN, o José Francisco Cardenal, quien sirvió brevemente en el Consejo de Estado antes de salir de Nicaragua por desacuerdo con las políticas del gobierno sandinista y fundar la Unión Democrática Nicaragüense (UDN), un grupo de oposición de exiliados nicaragüenses en Miami. Otro ejemplo son las Milicias Populares Anti-Sandinistas (MILPAS), milicias campesinas dirigidas por veteranos sandinistas desilusionados de las montañas del norte. Fundado por Pedro Joaquín «Dimas» González, los milpistas también eran conocidos como chilotes (‘maíz verde’). Incluso después de su muerte, surgieron otras bandas MILPAS durante 1980-1981. Los milpistas estaban compuestos en gran parte por campesinos, serranos y trabajadores rurales.[11]
- Nicaragüenses que habían evitado involucrarse directamente en la revolución pero se oponían a los sandinistas.[9]

En abril de 1982, Edén Pastora, uno de los héroes de la lucha contra Anastasio Somoza Debayle, organizó el Frente Revolucionario Sandinista (FRS) –integrado en la Alianza Revolucionaria Democrática (ARDE) – y declaró la guerra al gobierno sandinista. Él mismo, un ex sandinista que había ocupado varios altos cargos en el gobierno, había dimitido abruptamente en 1981 y desertó,  creyendo que el poder recién adquirido había corrompido las ideas originales de los sandinistas. Pastora, un líder popular y carismático, inicialmente vio cómo su grupo se desarrollaba rápidamente. Se limitó a operar en la zona sur de Nicaragua;  después de que una conferencia de prensa que estaba celebrando el 30 de mayo de 1984 fuera bombardeada durante el atentado de La Penca, «se retiró voluntariamente» de la lucha contra.
El gobierno federal de los Estados Unidos, por medio de la Agencia Central de Inteligencia (CIA) con ayuda de otros países, financió a este grupo irregular que, con base en los países vecinos, Honduras y Costa Rica, intervino en acciones militares contra el gobierno sandinista, presidido por Daniel Ortega y el Frente Sandinista de Liberación Nacional, con el objetivo de desestabilizar al gobierno y eventualmente derrocarlo. Al inicio de la guerra civil sumaban entre ocho mil y diez mil combatientes.
La frontera entre Honduras y Nicaragua no solo fue ocupada por los grupos rebeldes nicaragüenses, ya que también los insurgentes hondureños usaron territorio del país vecino como refugio desde donde lanzar sus operaciones. De los dieciocho mil rebeldes hondureños dos tercios estaban ocultos en Nicaragua en 1987. El gobierno estadounidense a través de la CIA financió al grupo guerrillero como herramienta ilegal para derrocar la Revolución Sandinista nicaragüense, al igual que Cuba, de ideales socialistas y antiimperialista. El apoyo de la CIA al desarrollo y crecimiento del grupo guerrillero se incrementó durante el gobierno del presidente Ronald Reagan durante la década de 1980. En 1985 las fuerzas contrarrevolucionarias alcanzaban los 10 000 - 15 000 milicianos.
El apoyo estadounidense continuó incluso en el período electoral de 1990. Los sandinistas perdieron las elecciones del 25 de febrero de ese año, y el poder pasó a Violeta Barrios de Chamorro (viuda del director del diario La Prensa Pedro Joaquín Chamorro Cardenal), que encabezaba la coalición Unión Nacional Opositora (UNO). Después de realizar el cambio de gobierno, la contrarrevolución se disolvió y fue reabsorbida, con más o menos dificultades, por el tejido social nicaragüense. Los excontras ingresaron tanto al llamado por los sandinistas Ejército Popular Sandinista, que pasó a denominarse correctamente como Ejército de Nicaragua, como a la también llamada policía sandinista, luego llamada Policía Nacional.
El gobierno nicaragüense durante el gobierno del FSLN se enfrentó a la guerrilla contrarrevolucionaria con el Ejército Popular Sandinista (EPS).

### Armamento de la Contra
La Contra tuvo un gran arsenal basado únicamente en armas de infantería, un armamento bastante completo para un grupo guerrillero en esa época. Su armamento y equipo eran en su mayoría de origen estadounidense aunque también hubo mucho material y armas específicas pertenecientes a terceros países, en menor medida capturado al enemigo y hasta incluso comprado en el mercado negro.
- Fusiles de asalto Norinco Tipo 56
- Fusiles de asalto AK-47 y AKM.
- Fusiles de asalto M-16.
- Fusiles de combate FN FAL.
- Fusiles de combate HK G3.
- Ametralladores RPD.
- Ametralladores PKM.
- Ametralladoras M-60.
- Ametralladoras PP Checoslovacas.
- Lanzacohetes chinos RPG-7.
- Reflectores antiaéreos. (durante Operación Olivero se capturaron 4 de estos reflectores)
- Misiles antiaéreos SAM-7 soviéticos.
- Minas Claymore.
- Misiles antiaéreos "Red Eyes" estadounidense. (Derribaron más de la mitad de la Fuerza Aérea Sandinista, FAS)
- La Contra logra hacerse con 4 misiles SAM 7 en la toma de San Juan del Norte, de los cuales solo dos se llegaron a disparar.
- Granadas de cueteras de 122 mm.
- Ametralladores 14.5 mm.
- Morteros 81 mm.
- Morteros de 82 mm.
- Escopetas Lanzagranadas M79
- Ametralladora calibre 50 mm.
- Barrett M82 (Calibre 50)
- Fusil de francotirador Dragunov (SVD)

La Alianza Revolucionaria Democrática (ARDE) derribó dos helicópteros de la Fuerza Aérea Nicaragüense usada por los sandinistas mediante fuego de fusilería y tomó la base de helicópteros en Atlanta. El Comandante Leonel que lideraba ARDE, tras la salida de Pastora, pidió de forma reiterada misiles tierra aire a la CIA, pero estos nunca fueron entregados.
El Comandante Leonel, incluso, llegó a mandar una nota al entonces presidente de Panamá Manuel Antonio Noriega solicitándole ayuda. Noriega se limitó a publicar la nota en el Diario La Estrella de Panamá.

### Misiones y zona de operaciones de la Contra
Los comandos de la Contra realizaron ataques contra el régimen sandinista durante sus más de 10 años de operación. Los Contras utilizaron métodos de guerrilla y asaltaron la economía y la administración, especialmente en el norte de Nicaragua, desde bases de retaguardia en Honduras. Los Contras no buscaban tanto una improbable conquista del poder por la fuerza de las armas como atizar el descontento popular contra el gobierno sandinista saboteando la economía y los programas sociales. Se atacaron escuelas y centros de salud, se destruyeron cultivos y se quemaron fábricas. 
Una de las más importantes fue la Operación Olivero, que tuvo lugar el 20 de diciembre de 1987. El comandante Enrique Bermúdez Varela planificó la operación en conjunto con los soldados, haciendo inteligencia sobre el enemigo entre pobladores de la región. El objetivo de la operación fue ocupar y destruir las instalaciones militares en la zona norte del Departamento de Zelaya, y sistemas de radares e instalaciones de la Dirección de la Seguridad del Estado (DGSE). La operación fue llevada a cabo en el Triángulo Minero (Bonanza, Siuna y Rosita) debido a su importancia económica y estratégica. El Comandante Olivero comandaba la fuerza tarea José Santos Morales, Del comando regional “Jorge Salazar número 3”. El comandante Olivero desertó del Ejército Popular Sandinista en Matagalpa en 1981.
En el norte del país, mantuvo presencia permanente con sus bases en territorio hondureño con pleno consentimiento y ayuda del ejército de Honduras. Es sus campamentos realizaban entrenamiento y tenían constituido su comando central, donde recibían el armamento proveniente de países que ayudaban en la lucha armada del grupo.
La Contra luego de sus ataques regresaba a territorio hondureño a descansar y reabastecerse. Durante el tiempo que combatieron causaron daño al gobierno sandinista tanto moral como económico. La base social de los latifundistas expropiados y algunos campesinos descontentos con errores en la política agraria sandinista, en algunas de sus zonas de operaciones les ayudaban, dándoles alimentos y brindando inteligencia (información) sobre el enemigo. Muchas veces privó el terror generado por las prácticas brutales de la Contra y sus represalias. En la frontera de Costa Rica en el Frente Sur, la Contra fue barrida militarmente en la práctica por destacamentos Sandinistas con apoyo de combatientes internacionalistas costarricenses de la Brigada Mora-Caña quienes combatieron en el batallón especial Pedro Altamirano.

#### Crímenes de guerra
Durante todo el periodo que abarcó la lucha armada, la Contra cometió numerosos crímenes de guerra y de lesa humanidad teniendo como blanco a prisioneros de guerra y civiles inocentes. Se llevaron a cabo torturas, ejecuciones, asesinatos arbitrarios, saqueo, quema y envenenamiento de cosechas, violaciones y destrucción de infraestructura civil. Así como también el gobierno sandinista confiscaba bienes y terrenos.
La propia Contra, que tenía sus raíces en la Guardia Nacional Nicaragüense y exagentes del régimen somocista, también contaba con numerosos expertos. Los civiles que fueron víctimas de la Contra sufrieron ese destino debido a diferencias políticas (simpatizar con el gobierno o con la causa sandinista) o negarse a colaborar con ellos.

El ex-comandante contra Edgar Chamorro reconoce :
«Una parte importante de mi trabajo como oficial de comunicaciones fue trabajar para mejorar la imagen de la Fuerza Democrática Nicaragüense (FDN, el mayor grupo de contra). Esto fue un desafío, porque matar presos y civiles sospechados de colaboración con los sandinistas eran unas prácticas acostumbradas. Al hablar con los comandantes en los campamentos de la FDN a lo largo de la frontera hondureña, a menudo he oído comentarios como "le cortó la garganta". La CIA no desalentó tales tácticas. Por el contrario, la agencia me criticó severamente cuando admitió a la prensa que el FDN secuestraron y ejecutaron regularmente trabajadores de la reforma agraria y civiles. Nos dijeron que la única manera de derrotar a los sandinistas era... ».
El agente de la CIA a cargo del programa, Duane Clarridge, también reconocido con el Comité de Inteligencia de la Cámara de Representantes, durante una entrevista privada en 1984, que los Contras asesinados regularmente «civiles, militantes sandinistas, funcionarios, médicos y los jueces en las zonas rurales».

## Apoyos
En una entrevista realizada por El Nuevo Diario a Adolfo Calero, este afirmó: «Reagan nos consiguió treinta millones de dólares en Arabia Saudita, entonces ya nosotros comprábamos nuestras propias armas y conseguíamos precios mucho más bajos de los que podía conseguir el Gobierno de los Estados Unidos». La ayuda que consiguió Reagan de Arabia Saudita se debió a que el Congreso de los Estados Unidos suspendió la ayuda a la Contra a fines de 1984, tras confirmar que la CIA había participado en el minado de algunos puertos nicaragüenses.
Existen investigaciones que apuntan a que otra fuente de financiación habría sido el tráfico de drogas, sobre todo de cocaína, lo cual explica la presencia de Pablo Escobar en Nicaragua durante esos años.

## El fin de la guerra civil

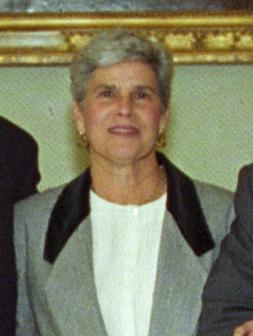
Violeta Chamorro en 1993

En 1986 estalló el escándalo Irán-Contra (también conocido como Irangate en inglés): se descubrió la venta de armas de forma ilegal a Irán para conseguir financiación para la Contra, cuando Irán estaba en guerra contra Irak (aliado teórico de Estados Unidos) en el conflicto de 1980-1988; este escándalo demostró la injerencia de los Estados Unidos en la agresión a Nicaragua que motivó la resolución del Tribunal Internacional de La Haya, el cual condenó a los Estados Unidos a indemnizar a Nicaragua con 17 000 000 de dólares.
Ese mismo año fue lanzada por el EPS la ofensiva Danto 88 (llamada así por el comandante Germán «el Danto» Pomares) hacia el departamento de Jinotega, empujando a los contras a territorio hondureño. La perestroika promovida por Mijaíl Gorbachov en la Unión Soviética y las presiones de la Organización de los Estados Americanos (OEA) obligaron al gobierno del presidente de Nicaragua Daniel Ortega Saavedra y al FSLN a convocar a 21 partidos políticos a un diálogo nacional, en agosto de 1989, y se firmaron los acuerdos de Managua, que contemplaban la celebración de un proceso electoral democrático y la desmovilización de la Contra; poco después los cinco presidentes centroamericanos firmaron los acuerdos de Esquipulas V, en Guatemala, creando la Comisión Internacional de Apoyo y Verificación CIAV, para supervisar el desarme de los doce mil combatientes activos de la Resistencia Nicaragüense existentes en ese momento. En 1988 unos doce mil contras operaban desde Honduras contra el norte del territorio nicaragüense.
En ese mismo mes fue creada la coalición Unión Nacional Opositora (UNO), la cual aglutinaba a catorce partidos opuestos al FSLN entre liberales, conservadores, democratacristianos, socialcristianos, socialdemócratas, socialistas y comunistas, que tenía como candidatos a la presidencia y la vicepresidencia a doña Violeta Barrios de Chamorro (conservadora y viuda de Joaquín Chamorro, director del diario La Prensa) y Virgilio Godoy Reyes (liberal independiente), respectivamente. El 25 de febrero de 1990 se celebraron las elecciones, las que dieron la victoria a la UNO con el 54 % de los votos, mientras que el FSLN quedó con 40 %. Dos días después, el 27 de febrero, empezaron las negociaciones, con la participación del expresidente de Estados Unidos Jimmy Carter, Baena Soares (secretario general de la OEA) y Elliot Richardson, representante del secretario general de las Naciones Unidas. Entre otras cosas se acordó la permanencia del general Humberto Ortega Saavedra como comandante en jefe del EPS, la reducción de este y el desarme de la Contra; las negociaciones terminaron el 27 de marzo con un llamado «protocolo de transición», por el cual ocho de los catorce partidos de la Unión se negaron a asistir a la toma de posesión, y el 25 de abril Daniel Ortega le entregaba el poder a Violeta Chamorro.
El 27 de junio de 1990 se dio el primer acto de desarme de los miembros de la Contra como consecuencia de los Acuerdos de Sapoá y del proceso de paz que desencadenó en la desmovilización de los armados. El escenario de ese primer acto de desarme ante la entonces presidenta Violeta Barrios de Chamorro fue el municipio de San Pedro de Lóvago y, por ello, en una ley se declaró a esa localidad como capital de la paz.
La Resistencia Nicaragüense terminó de desarmarse el 27 de junio del mismo año en el municipio de El Almendro del departamento de Río San Juan, ante los delegados de la ONU y la OEA donde deponen sus armas el comandante Leonel y Navegante (este último con un estado de fuerza de 600 hombres).